# Black Lung
Black Lung ist eine US-amerikanische Doom-Metal- und Rock-Band aus Baltimore, Maryland, die 2013 gegründet wurde.

## Geschichte
Nach ihrem dritten Album Lowlands beschlossen die Flying-Eyes-Mitglieder Adam Buffano (E-Gitarre) und Elias Schutzman (Schlagzeug) mit dem Sänger und Gitarristen Dave Cavalier die Band Black Lung im Winter 2013 zu gründen. Im Sommer 2014 erschien das selbstbetitelte Debütalbum. Die Band wurde daraufhin zur „Best New Band“ in der Baltimore City Paper ernannt. Der Veröffentlichung schloss sich eine Europatournee mit einem Auftritt auf dem deutschen Rockpalast Crossroads Festival an. Ein zweites Album schloss sich im Jahr 2016 unter dem Namen See the Enemy an. Das Album war von J. Robbins produziert worden. Der Veröffentlichung schloss sich erneut eine Tour durch Europa an mit einem Auftritt auf dem Freak Valley Festival.

## Stil
Laut laut.de verzichtet die Band auf den Einsatz eines Basses und setze stattdessen auf zwei tiefergestimmte E-Gitarren, deren Riffs an Led Zeppelin erinnern würden. Das Debütalbum richte sich „primär an Nischen-Fans und Flying Eyes Gefolge“ und lasse gelegentlich Einflüsse von Soundgarden und Country-Anleihen durchscheinen. Der Gesang habe einen „melancholisch verhangeneren Grundton“. In seiner Rezension zum Debütalbum schrieb Thomas Sonder vom Metal Hammer, dass der Gesang an David Eugene Edwards zu Zeiten von 16 Horsepower erinnert. Der Gesang werde jedoch von den Instrumenten übertönt. Das Lied The Ghost sei „[p]sychedelisch doom-rockend“. Die Gruppe verstehe es sowohl „kleine, feine Geschichten zu erzählen als auch wuchtige Riff-Wände aufzubauen“. In den Songs mache die Band zudem von einer „bluesig-trippige[n] Untermalung“ Gebrauch. Inhonorus von stormbringer.at merkte in der Rezension zu See the Enemy an, dass hierauf „[p]sychedelische Gitarrenwände […], noisy flirrende Gitarrensounds, heavy Riffs und gleichzeitig diese Leichtigkeit und schwebende[n] Melodien“ zu hören sind. Es sei ein Einfluss von The Black Keys hörbar, allerdings sei Black Lung treibender und epischer. Die Musik wird als eine Mischung aus Bluesrock der frühen 1970er Jahre, Doom Metal und Psychedelic Rock bezeichnet. In dem Song Behemaoth gebe es stampfende, psychedelische Vibes. Das Lied Transmissions weise Stoner-Rock-Riffs auf und lege einen Vergleich zu Orange Goblin nahe, während Nerve Black-Sabbath-Riffs, Saint-Vitus-Doom-Metal und Psychedelic Rock verarbeite. Crooked Finger weise neben Einflüssen von Saint Vitus und vom Psychedelic Rock auch anfänglich Riffs auf, die denen von Uncle Acid & the Deadbeats ähneln würden.

## Diskografie
- 2014: Black Lung (Album, Grimoire Records)
- 2016: Inner City Blues (Single, Eigenveröffentlichung)
- 2016: Ichor (Single, Eigenveröffentlichung)
- 2016: See the Enemy (Album, Noisolution)
- 2019: Ancients (Album, Noisolution)
- 2022: Dark Waves (Album, Heavy Psych Sounds Records)